# Mănăstirea Rătești
Mănăstirea Rătești este o mănăstire ortodoxă din România situată în satul Rătești, județul Buzău. 
Complexul arhitectural al Mănăstirii Rătești a fost inclus pe Lista monumentelor istorice din județul Buzău din anul 2015, având codul de clasificare  BZ-II-a-A-02448. Complexul arhitectural este format din:
- Biserica „Sf. Treime”,  BZ-II-m-A-02448.01
- Biserica „Sf. Lazăr”,  BZ-II-m-A-02448.02
- Stăreție,  BZ-II-m-A-02448.03
- Turn clopotniță,  BZ-II-m-A-02448.04
- Colecția muzeală,  BZ-II-m-A-02448.05
- Case monahale,  BZ-II-m-A-02448.06

A fost schit de călugări, ctitorit înainte de 1634 de familia de boieri Dragomir din Buzău. După 1784, a devenit schit de maici.
Biserica actuală „Sf. Treime” a fost ridicată în 1844 de Episcopul Chesarie al Buzăului și a fost pictată inițial în frescă de Nicolae Teodorescu, conducătorul școlii de zugravi de la Episcopia Buzăului, ajutat de nepotul său, viitorul pictor Gheorghe Tattarescu. Episcopul Dionisie a ridicat aici, în 1865, o frumoasă clopotniță. Prima restaurare a picturii s-a făcut în 1879 de Dimitrie Teodorescu.  A fost repictată în ulei în 1930 de N. Șolescu.
Mânăstirea a fost grav afectată de alunecările de teren din mai 2014, maicile fiind evacuate, iar autoritățile oprind alimentarea cu electricitate și gaz. Două săptămâni mai târziu, alte ploi au agravat situația, stăreția, numeroase chilii și drumul de legătură către mănăstire fiind inutilizabile, iar totalul pagubelor fiind estimat la circa 18 milioane de lei. În iulie, presa anunța că și biserica era în pericol să se prăbușească.
După ce mobilele în care trăiau călugărițele au devenit improprii locuirii, autoritățile bisericești au luat decizia de a le muta în centrul social filantropic, aflat în imediata apropiere de Mănăstirea Rătești, care aparține Arhiepiscopiei Buzăului și Vrancei.
Mănăstirea Rătești din județul Buzău și-a sărbătorit sâmbătă, 10 februarie 2024, cel de-al doilea ocrotitor, pe Sfântul Sfințit Mucenic Haralambie. Cu această ocazie, Sfânta Liturghie a fost săvârșită de Înaltpreasfințitul Părinte Ciprian, Arhiepiscopul Buzăului și Vrancei, în biserica din cimitirul vechi al așezământului monahal, cu hramurile „Buna Vestire” și „Învierea lui Lazăr”, unde a fost așezată spre închinare racla în care se păstrează un fragment din moaștele Sfântului Haralambie, dar și părticele din moaștele Sfinților 40 de Mucenici din Sevastia, Cosma și Damian, cei din Asia, și Lavru.